# Esterilla de yoga

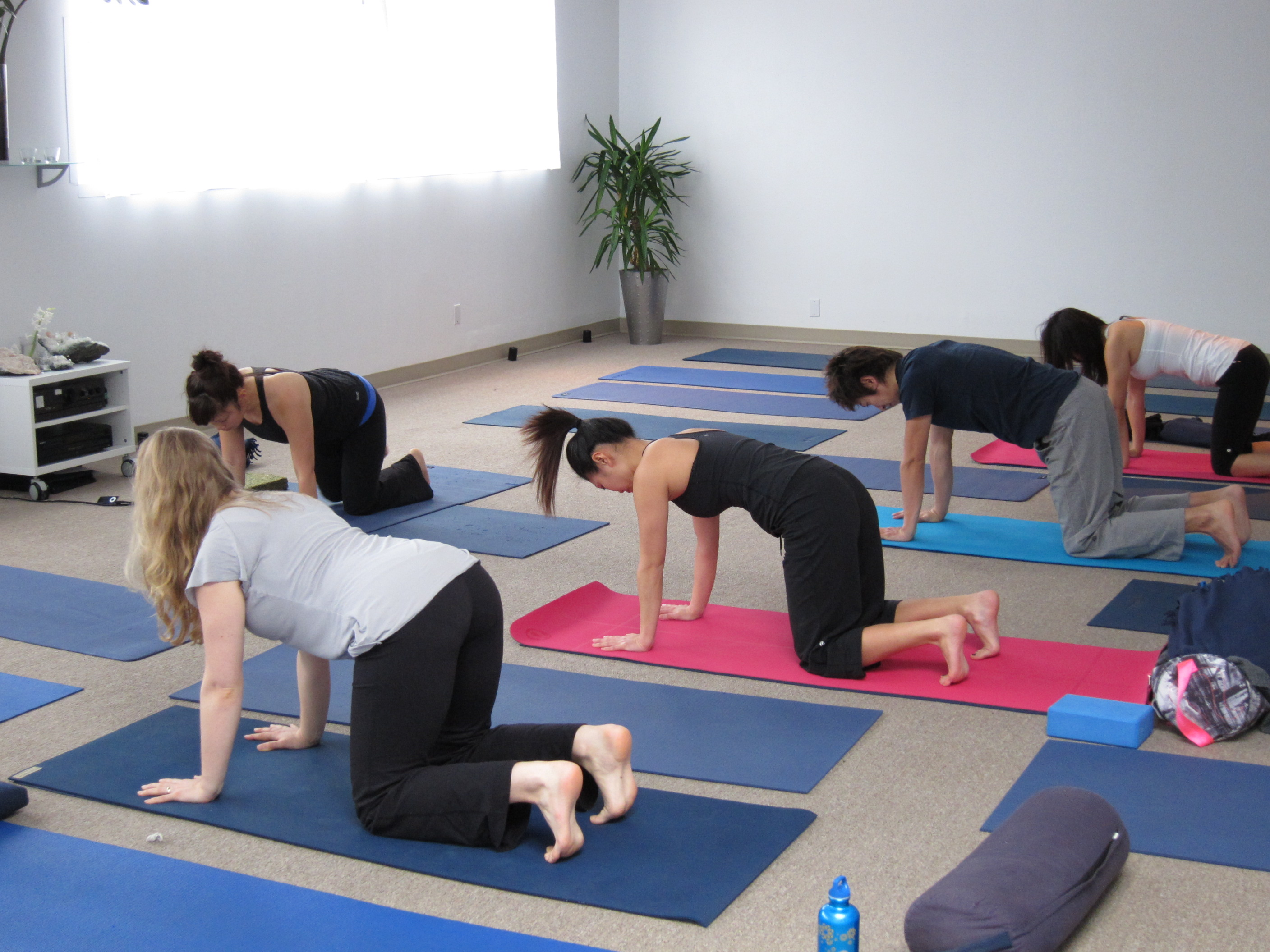
Practicantes de yoga sobre esterillas

Se denomina esterilla, colchoneta o mat de yoga a un colchón delgado o grueso sobre el que se realizan ejercicios de yoga. 

## Historia
El inicio del uso de la esterilla o colchoneta de yoga fue en la India, cuando se utilizaba para su práctica una piel de tigre por los altos costos en el uso de otras alfombras de distintos materiales. Esto se hacía como símbolo del dominio de la mente sobre el cuerpo pero realmente era como medida de protección del yogui, tanto del frío como de cualquier posible incidente o molestia con el suelo.
Muchos otros con recursos económicos más modestos practicaban yoga en el suelo o utilizaban la Kusha, una especie de hiena que se utiliza en rituales de purificación hindúes.
Cuando el yoga llega a Occidente, se utilizaba una toalla de algodón extendida sobre el suelo. Según avanza su práctica, y para no resbalar en determinadas posturas de yoga, se introduce una ligera y fina capa de caucho entre el suelo y la toalla. 
El origen de la esterilla de yoga se le atribuye a Angela Farmer en 1982, británica de nacimiento pero que desarrolló sus enseñanzas en Alemania, donde al adecuar el tamaño de una alfombra al de su toalla, ideó al volver a su tierra natal un material específico para la práctica del yoga. La idea tuvo un éxito tremendo, por lo que el padre de Angela, Richard Farmer acordó con una empresa alemana su fabricación e inicio de distribución de la primera esterilla de yoga.
La primera esterilla de yoga comercializada expresamente para este fin, fue fabricada y vendida por Hugger Mugger Yoga Products en la década de 1990. También en Gran Bretaña, en 2002 fue fabricada y vendida la primera esterilla "ecológica" a través de la empresa Yogamatters y con fabricación de EcoYoga.

## Tipos

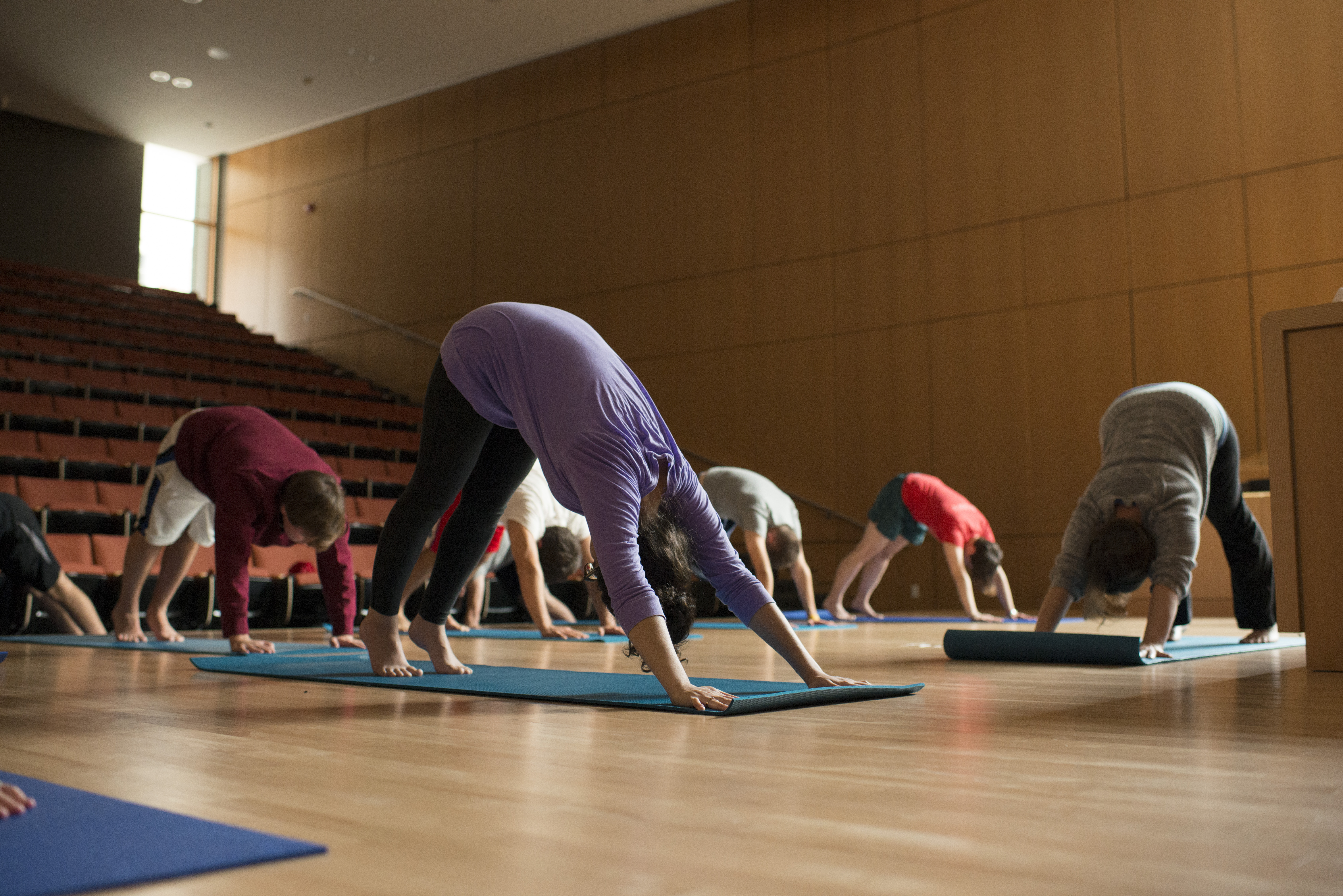
Esterillas

Las esterillas de yoga generalmente son de una dimensiones 182 cm de largo y un ancho de 60 cm. Algunos practicantes prefieren esteras extra anchas (30 "/ 78 cm) para posiciones como Surya Namaskar o balances de manos. Los espesores de 2 mm (peso ligero) a 4-6mm (estándar o" clásico " ) y hasta 7 mm, ya sea para esterillas de alto rendimiento reservados para las prácticas diarias profesionales a la vez que garantizan poco desgaste, o tapetes suaves que proporcionan una mayor amortiguación durante la terapia de yoga.

## Materiales

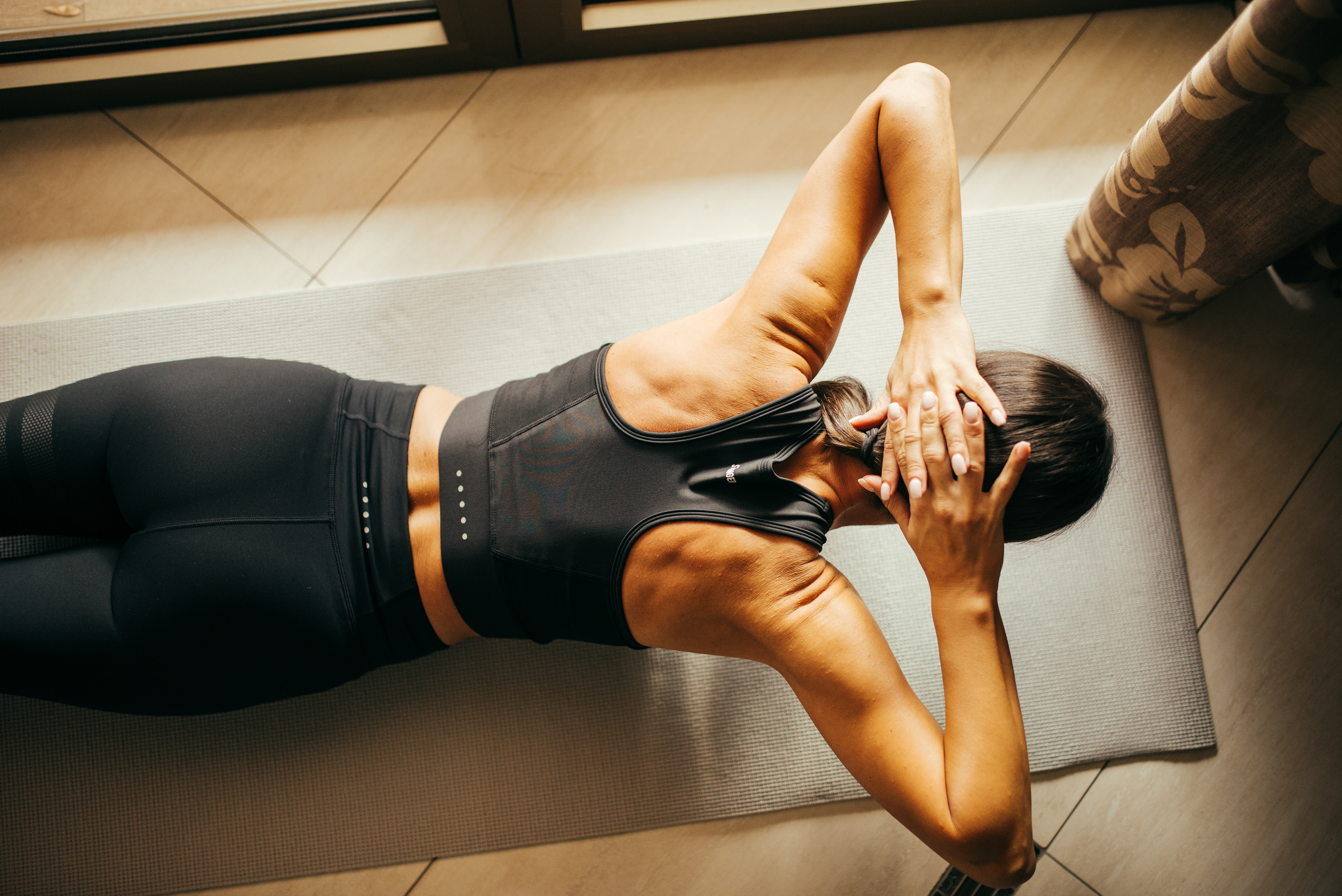
Mujer haciendo ejercicios sobre una esterilla de yoga

Las primeras colchonetas se hacían en algodón pero rápidamente fueron descartadas por materiales más resistentes y que estabilizaban más las posturas como el PVC y el POE (TPE) más ecológico que el PVC. Últimamente se está utilizando poliéster, gomas y microfibras, pero siendo los dos primeros los más usuales en la fabricación de esterillas de yoga.

## Cuidados e higiene
No se recomienda limpiar la esterilla de yoga con demasiada asiduidad ya que podría perder adherencia. Un transcurso de dos meses entre una limpieza y otra sería lo idóneo.

### Limpieza a mano
- Se puede utilizar una disolución de detergente (aproximadamente 50cl de agua y utilizar 2 gotas de detergente) frotando suavemente con una esponja y enjuague abundante.
- Limpieza con disolución ecológica a base de vinagres.
- Limpieza con sprays limpiadores

### Limpieza con la lavadora
Se deben  utilizar jabones muy poco agresivos y en poca cantidad, a un ciclo lento, con agua fría y sin la función del centrifugado.
Es importante para ambos casos el tiempo de secado para que la esterilla de yoga no pierda sus propiedades.